# Partido Nacionalsocialista Sueco

Bandera del Partido Nacionalsocialista Sueco.

El Partido Nacionalsocialista Sueco (en sueco: Svenska nationalsocialistiska partiet; SNSP) fue un partido político nacionalsocialista en Suecia. Birger Furugård sirvió como Riksledare (Líder Nacional) del partido.

## Organización
El partido se inspiró en el Partido Nacionalsocialista Obrero Alemán (NSDAP). Como líder nacional, Furugård tenía plena autoridad en todos los asuntos del partido (imitando el papel del Führer en el partido ns alemán). Sven Olov Lindholm fue el segundo al mando del partido y el editor de Vår Kamp. Los dos hermanos mayores de Furugård, Sigurd y Gunnar, también ocuparon puestos clave en el liderazgo del partido. El personal del Partido estaba compuesto por nueve miembros, quienes cumplían la función de asesoramiento hacia el Líder Nacional. Cada uno de los nueve tenía una tarea específica en la jerarquía del partido: 
- Jefe de Organización Nacional
- Secretario Nacional (G. Dahlberg)
- Jefe de Propaganda Nacional
- Jefe de Economía Nacional
- Custodio Nacional
- Líder Nacional de las SA (Sven Hedengren)
- Líder de Investigación y Arbitraje
- Líder de Sistemas de Inteligencia[2][4]

## Historia

### Fundación
El partido fue fundado el 1 de octubre de 1930 a través de la fusión del Partido Popular Fascista de Suecia y la Nueva Liga Popular Sueca. La Nueva Liga Nacional Sueca (Nysvenska nationella förbundet) era el nombre del partido unificado.  El 1 de noviembre de 1930 se adoptó un nuevo programa de partidos. El nombre SNSP fue adoptado en 1931. 
Furugård buscó organizar reuniones con Adolf Hitler y Joseph Goebbels como oradores invitados en marzo de 1931. Sin embargo, los planes fueron frustrados ya que Eric Hallgren, jefe de policía de Estocolmo, se negó a emitir un permiso para las reuniones, por temor a disturbios. 

### Congreso del partido de 1931
El SNSP celebró su primer congreso del partido en Gotemburgo del 4 al 6 de abril de 1931 (durante las vacaciones de Pascua). Alrededor de un centenar de personas participaron en las deliberaciones, incluido un representante del NSDAP. Los asuntos políticos a ser discutidos fueron preparados por el 'Gran Consejo', que consiste en la dirección del partido nacional y los líderes de los distritos y las ramas del partido. Durante el congreso se discutieron temas sobre publicaciones del partido, SA y propaganda. El partido había querido organizar una marcha armada de las SA por la ciudad, pero las autoridades locales se negaron a dar su permiso para tal actividad. En cambio, se realizó una reunión de propaganda en el interior en relación con el congreso del partido, con Lindholm como orador principal.

### Elección de 1932
El partido reunió 15.188 votos en las elecciones parlamentarias de 1932, pero no obtuvo escaños en el parlamento. El partido había presentado candidatos en once distritos electorales. Los grupos clave del partido fueron Värmland, Göteborg y Göteborgs och Bohus län. En el contexto de las elecciones, el disenso interno sobre el estilo de vida de Furugård y la gestión de las finanzas del partido se redujo.

### Primera división
En 1933, el SNSP sufrió una división importante. Un conflicto entre Furugård y Lindholm se había evaporado desde 1932. El conflicto surgió de una disputa entre Lindholm (que tenía un enfoque un tanto más izquierdista) y la rama del partido de Gotemburgo (en manos de los elementos más conservadores). Furugård permaneció cerca de la rama de Gotemburgo, y hasta cierto punto se hizo económicamente dependiente de ellos. Poco a poco, la tensión creció entre Furugård y Lindholm. El 13 de enero de 1933, Furugård expulsó a Lindholm y sus seguidores del partido, después de una reunión caótica del Gran Consejo. En respuesta, Lindholm organizó un partido propio, el Partido Nacionalsocialista de los Trabajadores (NSAP) el 14 de enero de 1933. Además, Lindholm envió una declaración a las ramas del partido acusando a Furugård de corrupción. El líder de las SA, Hedengren, se puso del lado de Lindholm. Muchos miembros más jóvenes también se unirían al partido de Lindholm. Después de la división, el SNSP fue comúnmente apodado Furugårdspartiet (El Partido Furugård) o Furugårdarna para distinguir al partido de Lindholmarna.
En medio de la división, surgió la confusión entre muchas sucursales locales, que no estaban seguras a qué partido permanecerían afiliados. Algunos decidieron permanecer independientes de los dos contendientes clave. La situación era particularmente caótica en Skåne, donde varias ramas del partido se reagruparon como un grupo propio, la Unidad Nacionalsocialista Sueca.
Después de la división, SNSP y NSAP compitieron entre sí para obtener el apoyo y el reconocimiento tanto del electorado sueco como de sus homólogos alemanes. Eventualmente, el NSAP consolidaría su posición como el movimiento nacionalsocialista más grande de Suecia. En septiembre de 1933, Furugård visitó Alemania, en un movimiento para garantizar el continuo apoyo alemán a su partido. Durante este viaje, sostuvo su última reunión con Hitler. Sin embargo, los alemanes rechazaron la solicitud de Furugård de una donación de 20.000 Reichmarks a SNSP.

### Segunda división
En octubre de 1933, SNSP sufrió una nueva división cuando Furugård y el personal del partido se enfrentaron entre sí. Ambos se declararon expulsados del partido. Furugård dirigió una expedición de cuadros del partido desde Karlstad a Gotemburgo, para confiscar propiedades de la sede del partido. Luego regresó a Karlstad para establecer su nueva sede allí. El personal del partido se reagrupó como el Partido de la Unidad Nacionalsocialista de Suecia. El Partido de la Unidad Nacionalsocialista de Suecia continuaría publicando a Vår Kamp como su órgano del partido.

### Elecciones municipales
El partido obtuvo unos 11.400 votos para las listas del SNSP en las elecciones municipales de 1934/1935, y otros 5.400 votos para las listas conjuntas con otras facciones nacionalsocialistas (principalmente el  Bloque nacionalsocialista). Alrededor de ochenta miembros del consejo del SNSP fueron elegidos en todo el país.

### Desmantelamiento
El SNSP celebró una reunión nacional en Estocolmo en mayo de 1936.
El SNSP impugnó las elecciones parlamentarias de 1936 en alianza con el Bloque Nacionalsocialista. En total, la alianza SNSP-NSB presentó candidatos en doce distritos electorales. La elección fue una reacción violenta para el partido, que fue eclipsado por el partido Lindholm. La alianza SNSP-NSB reunió solo unos 3.025 votos. El SNSP se disolvió poco después.  Furugård hizo un llamamiento a sus seguidores para unir fuerzas con Lindholm. Furugård efectivamente se retiró de la vida política. Murió en 1961.

## Membresía
Para 1932, el partido tenía unos 3.000 miembros organizados en alrededor de cincuenta sucursales del partido en todo el país. El partido tenía una membresía predominantemente masculina. Alrededor de una cuarta parte de los miembros del partido eran agricultores o trabajadores agrícolas, y el perfil agrario del partido fue particularmente notable en el sur de Suecia.

## Enlaces con la Alemania nacionalsocialista
El partido mantuvo estrechos contactos con sus homólogos alemanes. El mismo Furugård visitó Alemania en varias ocasiones y habló en las reuniones de la campaña electoral del NSDAP. Desarrolló vínculos personales de amistad con personas clave en la jerarquía del partido alemán, incluido Adolf Hitler. El partido también usó una esvástica como símbolo.

## Resultados electorales

### Riksdag
| Año de elecciones | # de votos generales | % del voto general | # de asientos totales ganados | +/- | Notas |
| ----------------- | -------------------- | ------------------ | ----------------------------- | --- | ----- |
| 1932              | 15.170               | 0.6 (# 8)          | 0/349                         |     |       |
| 1936              | 3.025                | 0.1 (#9)           | 0/349                         |     |       |

## Prensa del partido
Vår Kamp fue el órgano principal del partido, hasta la división de octubre de 1933. Después de la separación, Malug Welin se acercó a Furugård (un personaje con mala reputación en los círculos nacionalsocialistas del país en ese momento). El Svenska Rikstidningen Dagbladet de Welin se convirtió en el órgano de facto del partido en la división y Welin asumió un puesto informal como jefe de asuntos culturales del partido. Sin embargo, Furugård pronto rompió sus vínculos con Welin. En cambio, a principios de 1934, Nationalsocialistisk Tidning se convirtió en el órgano del partido con Thure Detter como editor. El primer número de tidning de Nationalsocialistisk se publicó el 28 de abril de 1933. Otro órgano importante para el partido después de la separación fue Klingan ('The Edge'), publicado en Linköping por Rolf AL Nystedt, con un puñado de números por año 1934-1935. Las oficinas editoriales de Nationalsocialistisk Tidning se trasladaron a Linköping. 
En 1932, se publicó un solo número de Hakkorset ('La esvástica') en Gotemburgo.
En 1933, se lanzó un periódico diario para el Distrito Sur del SNSP, Skånska nationalsocialisten ('Escania Nacionalsocialista'). Sin embargo, solo se publicó un solo número del periódico. Del mismo modo, se publicó un solo ejemplar de un nuevo órgano para el Distrito Oeste de Gotemburgo, Västsvenska nationalsocialisten ('Nacionalsocialista de Suecia Occidental'). William Andersson fue el editor de Västsvenska nationalsocialisten. También hubo un intento fallido de lanzar un órgano de partido semanal desde Strömstad, Norrvikens-Kuriren.

## Organizaciones vinculadas
El partido tenía un ala juvenil, la Liga Nacional de la Juventud Socialista (Nationalsocialistiska ungdomsförbundet, abreviado 'NSU'). En febrero de 1935 se lanzó un nuevo ala juvenil, Vikingarna ('Los Vikingos'). John Åstrand era el líder de Vikingarna. La membresía de Vikingarna se basó principalmente entre los estudiantes de secundaria. Según las estimaciones policiales contemporáneas, la membresía de Vikingarna habría estado entre 1.000 y 5.000 a partir de 1935.
La organización de mujeres del partido se llamaba Kristina Gyllenstierna (llamada así por un personaje histórico con el mismo nombre).
En 1934, el SNSP lanzó una organización para marineros, Svenska Sjöfartssektionen, en busca de contrarrestar la influencia de las células comunistas de marineros.

## Galería

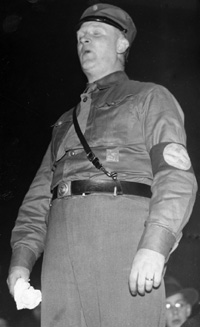
Birger Furugård, 'Líder Nacional' del SNSP.
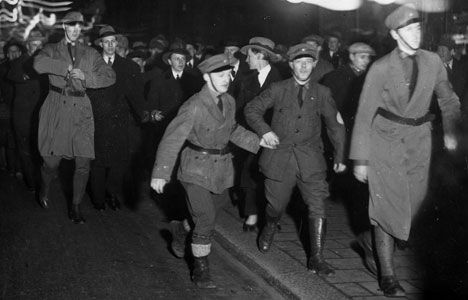
Miembros del SNSP en un Congreso del Partido en Estocolmo, 1932.
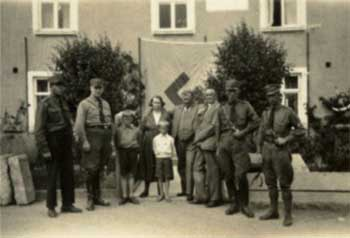
Furugård visitando la sucursal del SNSP en Sjöbo, 1933.
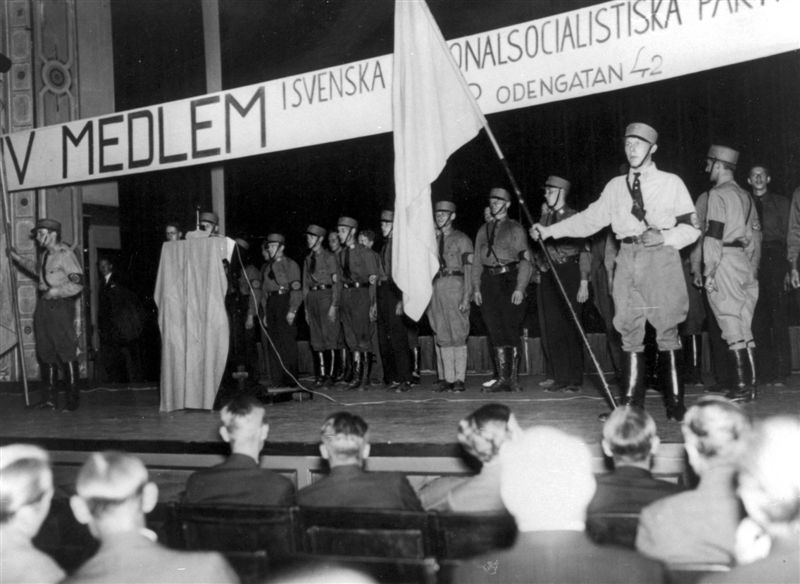
Reunión del SNSP, 1933.
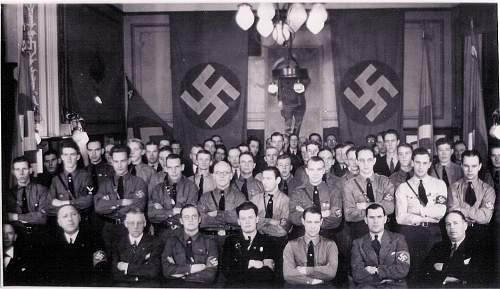
Reunión, 1935